# Vladimir Šujster
Vladimir Šujster (ur. 26 maja 1972 w Zagrzebiu) – były chorwacki piłkarz ręczny, zdobywca złotego medalu Igrzysk Olimpijskich w Atlancie.